# Podolasia stillwellorum
Podolasia stillwellorum är en skalbaggsart som beskrevs av Henry Fuller Howden 1997. Podolasia stillwellorum ingår i släktet Podolasia och familjen Melolonthidae. Inga underarter finns listade i Catalogue of Life.